# Piero Litaliano (album)
| Recensione | Giudizio |
| ---------- | -------- |
| Debaser    | [ 1 ]    |
| Ondarock   | [ 2 ]    |

Piero Litaliano è il primo album in studio di Piero Litaliano, pseudonimo di  Piero Ciampi, pubblicato nel 1963.

## Descrizione
Il disco raccoglie diversi brani già pubblicati come 45 giri tra il 1960 e il 1962, insieme ad altri invece ancora inediti.
Nel 1990 l'album è stato ristampato su CD, attribuito direttamente a Ciampi.

## Tracce
1. Fra cent'anni – 3:17 (Gian Franco Reverberi e Piero Ciampi)
2. Fino all'ultimo minuto – 3:24 (Gian Franco Reverberi e Piero Ciampi)
3. Non so più niente – 2:20 (Piero Ciampi)
4. Il tuo ricordo – 3:37 (Gian Franco Reverberi e Piero Ciampi)
5. Qualcuno tornerà – 2:19 (Piero Ciampi)
6. La polvere si alza – 3:50 (Gian Franco Reverberi e Piero Ciampi)
7. Quando il giorno tornerà – 3:45 (Gian Franco Reverberi e Piero Ciampi)
8. Lungo treno del sud – 3:00 (Piero Ciampi)
9. Non chiedermi più – 2:25 (Piero Ciampi)
10. Confesso – 2:38 (Gian Franco Reverberi e Piero Ciampi)
11. Hai lasciato a casa il tuo sorriso – 3:45 (Gian Franco Reverberi e Piero Ciampi)
12. Autunno a Milano – 2:22 (Piero Ciampi)

## Crediti
- Piero Ciampi - voce
- Gian Franco Reverberi - direzione orchestra, arrangiamenti, produzione
- L'Orchestra di G.F. Reverberi - orchestra